# 琉球朝日放送
琉球朝日放送株式會社（日语：／ Ryūkyū Asahi Hōsō */?），通稱琉球朝日放送，簡稱QAB，是日本的一家以沖繩縣為播出地區的電視台。琉球朝日放送開播于1995年10月1日，是朝日電視台聯播網ANN成員，呼號為JORY-DTV，遙控器號碼是5頻道。琉球朝日放送是沖繩返還後沖繩縣成立的第一家電視台、沖繩縣第一家UHF電視台，也是日本第122家民營無線電視台:32-33。琉球朝日放送和琉球放送共用總部大樓，且琉球放送參股琉球朝日放送，兩者實質上接近一台兩頻道的關係。

## 資本構成
下表列出2021年3月31日時琉球朝日放送的主要股東:489：
| 資本金  | 發行股份總數 | 股東數 |
| ------- | ------------ | ------ |
| 7億日元 | 14,000股     | 19     |

| 股東         | 持股數  | 比例   |
| ------------ | ------- | ------ |
| 朝日電視控股 | 2,780股 | 19.85% |
| 朝日新聞社   | 2,400股 | 17.14% |
| 琉球放送     | 1,120股 | 08.00% |
| 沖繩時報社   | 0,950股 | 06.78% |

## 歷史
1986年，郵政省提出日本全國民營電視四台化方針，目標令日本各地均能收看到至少四家民營電視台:29。當時沖繩縣有琉球放送（TBS系）和沖繩電視台（富士電視系）兩家民營電視台，因此日本電視台和朝日電視台積極籌備在沖繩縣開設電視台:29。1989年，日本電視台在沖繩縣舉辦南西放送設立發起人會:29。1992年6月15日，為確保商標登錄，朝日電視台設立了「琉球朝日放送」公司並進行法人登記（和現在的琉球朝日放送並非同一法人）
:19。
但另一方面，由於新台開播必然導致廣告競爭激化，沖繩縣既有的兩家民營電視台對開設新台十分消極:29-30。1992年，琉球放送時任社長小祿邦男提出「1台2頻道」的方式開設沖繩縣的新民營電視台。日本電視台及朝日電視台和琉球放送、沖繩電視台合作，利用既有電視台的人才和設施開播新台，以抑制初期費用:30。日本電視台和朝日電視台均對這一構想表示興趣，但由於琉球放送大股東沖繩時報社和朝日新聞社有合作關係，因此琉球放送決定和朝日電視台合作:30。由於琉球放送加盟的JNN有排他協議，因此琉球放送的這一嘗試一度遭到其他JNN其他加盟台的反對。在琉球放送承諾不會和琉球朝日放送共用新聞素材之後，JNN同意了這一模式:31。新台開播的準備費用預計需30億日元；開播後第一個財年的營業額目標則是12.5億日元。沖繩本地企業出資六成，日本本土企業則出資四成:20。
1993年5月24日，朝日電視台舉辦記者會，計劃在1995年10月於沖繩縣開播新台:21。此後琉球放送在1993年至1995年修建了和琉球朝日放送共用的訊號發射站及鐵塔等設施，令琉球朝日放送在開播時即可覆蓋沖繩縣87.2%的地區:32。琉球放送還對總部大樓進行擴建，以騰出琉球朝日放送所需空間:32。琉球朝日放送開播時近半數的員工也是自琉球放送外派:33。1994年3月12日，琉球朝日放送舉辦發起人總會，並在同年4月6日獲得預備播出執照:24。由於琉球朝日放送是沖繩縣第一家UHF電視台，觀眾需要購買專用天線才能收看。因此琉球朝日放送在開播前積極普及UHF用天線，在開播後一年使沖繩縣80%的家庭得以收看琉球朝日放送:33-34。1995年4月，琉球朝日放送制定了商標:35。同年9月25日至30日，琉球朝日放送進行了試播:41。
1995年10月1日早晨6時，琉球朝日放送正式開播，成為沖繩縣第三家民營電視台和ANN第23家電視台:35。開播的最初兩週，琉球朝日放送播出了一系列特別節目，包括於10月10日在日本全國播出的《琉球美島物語》。朝日電視台的招牌新聞節目《News Station》也在同年10月2日至10月6日從琉球朝日放送的攝影棚播出:37。1996年4月至1997年3月，琉球朝日放送為ANN聯播網貢獻了627條新聞:39。1999年度，琉球朝日放送在開播後第一次實現盈利:38。2000年，為報道這一年的G8峰會，琉球朝日放送配備了衛星新聞轉播（SNG）車:48。同年10月，琉球朝日放送開設了官方網站:85。2002年4月，琉球朝日放送黃金時段平均收視率達15.4%、晚間時段平均收視率達15.8%，創下開播以來最高紀錄:89。2003年10月，琉球朝日放送的黃金時段平均收視率達18.1%、晚間時段達18%、全日達10.3%:81。
琉球朝日放送和1997年和琉球放送共同組建了數位電視對應部門:46。2006年2月，RBC會館別館竣工，其中2層部分由琉球朝日放送使用:96。同年12月1日，琉球朝日放送開始播出數位電視訊號:52-53。琉球朝日放送還在2006年實現清零開播以來的累積虧損:53。2008年至2009年，琉球朝日放送連續兩年創下開播以來最高收視率記錄:54。2009年，琉球朝日放送在宮古群島和八重山群島開設數位電視訊號轉播站:54。同年度琉球朝日放送的營業額達42.1235億，開播以來第一次超過40億日元:56-57。2011年7月24日，琉球朝日放送停止播出類比電視訊號:55。2013年，琉球朝日放送和台灣東森電視簽訂合作協議，雙方互相交換新聞素材，並進行採訪合作:61。

## 節目
琉球朝日放送在開播時的帶狀地方新聞節目是《Station Q》。該節目初期全部主持都是女性，在日本的地方新聞節目中獨樹一幟:34。由於琉球朝日放送在成立時並無製作部，因此《Station Q》曾是琉球朝日放送唯一的自製節目:40。《Station Q》雖然在開播時收視率只有1%，但在1998年時提高到7-8%、1999年提高到10%、2003年1月更憑藉16%的收視率第一次獲得沖繩縣傍晚地方新聞收視冠軍:40。2013年，琉球朝日放送的傍晚地方新聞節目改名為《Q Plus》:60。
琉球朝日放送現在在每週一至週五上午播出25分的自製資訊節目《不能等到十點茶》（十時茶まで待てない!）。由於朝日新聞社是全國高等學校棒球錦標賽的主辦單位，琉球朝日放送從開播翌年開始轉播全國高等學校棒球錦標賽在沖繩縣的預選賽:76。2004年開始，琉球朝日放送播出《速報!!目標!甲子園》（速報!!めざせ!甲子園）節目，播出全國高等學校棒球錦標賽沖繩縣預選賽的賽事集錦和新聞:92。同樣在2004年，沖繩朝日放送每月播出一次《Cinema Paradiso》節目，介紹最新電影資訊:93。
琉球朝日放送製作過眾多紀錄片節目。自1996年開始播出的《沖繩海底遺跡》系列紀錄片成為與那國島海底地形獲得廣泛關注的契機之一:102-106。琉球朝日放送製作的紀錄片多次獲得過《Telementry》月間賞的肯定:145-147。

## 外部連結
- QAB琉球朝日放送 （页面存档备份，存于）
- QAB琉球朝日放送的X（前Twitter）
- YouTube上的QAB琉球朝日放送頻道